# Kronologija osamosvojitve Slovenije
Kronologija osamosvojitve Slovenije zajema dogodke pred, med in po slovenski osamosvojitveni vojni, ki so pomembni za slovensko zgodovino.

## 1990
- 15. maj - generalštab JLA izda ukaz o razorožitvi TO RS.

## 1991
- 15. maj:
- vojaško službo nastopi prva generacija nabornikov v zgodovini Slovenije.
- Predsedstvo Republike Slovenije sprejme »Smernice za pripravo in izvajanje ukrepov za zavarovanje plebiscitarne odločitve z realno silo«
- 23. maj: obkolitev učnega centra Pekre
- 24. maj: prva žrtev pri obrambi slovenske suverenosti; oklepnik povozi Josefa Šimčika.